# Lactobacillus delbrueckii ssp. bulgaricus
Lactobacillus delbrueckii subsp. bulgaricus – podgatunek bakterii Lactobacillus delbrueckii używany razem ze Streptococcus thermophilus do wytwarzania jogurtu. Ponadto można go wyizolować z sera. Odkrywcą tych bakterii jest bułgarski bakteriolog Stamen Grigorow.
Ze względu na duże fenotypowe podobieństwo między Lactobacillus delbrueckii, Lactobacillus leichmannii, Lactobacillus lactis i Lactobacillus bulgaricus, tylko Lactobacillus delbrueckii zachowano jako osobny gatunek i wydzielono z niej podgatunki – L. lactis i L. leichmannii traktuje się jako Lactobacillus delbrueckii subsp. lactis, a Lactobacillus bulgaricus występuje jako Lactobacillus delbrueckii subsp. bulgaricus.

## Opis
Jest to bakteria Gram-dodatnia w kształcie pałeczek (zakres wielkości komórek = 0,5–0,8 × 2,0–9,0 μm). Lactobacillus bulgaricus pomaga w procesie trawienia i buduje kolonie korzystnych bakterii w jelitach, dlatego jest wykorzystywana jako bakteria probiotyczna. Pewne szczepy Lactobacillus bulgaricus mają również zdolność do produkcji substancji przeciwbakteryjnych, bakteriocyn, zapobiegając występowaniu chorób przenoszonych przez żywność i infekcji przewodu pokarmowego.